# Cabezo de Alcalá

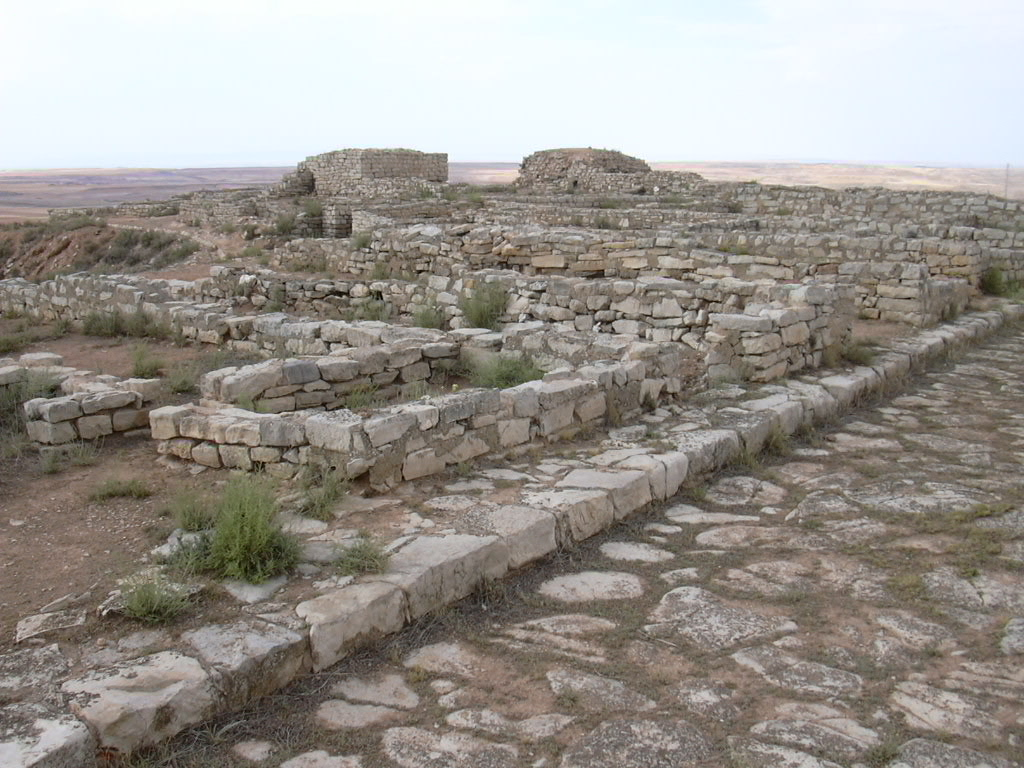
Vue de l'acropole, avec des vestiges de tours en arrière-plan.

Cabezo de Alcalá est un site archéologique situé près d'Azaila, dans la communauté d'Aragon (Espagne). L'ensemble comprend une acropole, plusieurs bâtiments voisins et une nécropole celtique.
Le site a été déclaré monument historique le 3 juin 1931. Il est aujourd'hui considéré comme un bien d'intérêt culturel en Espagne.

## Histoire

Vue aérienne du site de Cabezo de Alcalá.

L'acropole a été initialement peuplée par des Celtes de la civilisation des champs d'urnes vers le IXe siècle av. J.-C. Ils occupaient le sommet allongé d'une colline à proximité de la rivière Aguasvivas, qui leur fournissait une défense facile et une relative proximité à l'eau. La position stratégique permettait de contrôler la vallée de la dite rivière. La nécropole a été également conservé, avec un champ d'urnes. La cité celte a été détruite durant les Guerres puniques, vers le IIIe siècle av. J.-C., et ses restes se trouvent sous le niveau qui peut être visité aujourd'hui.
La cité a été reconstruite par des indigènes ibères, probablement par le peuple des Sedetani. La ville s'étendait au-delà de l'acropole conservée, avec un quartier commercial (conservé) et des maisons d'agriculteurs et ainsi que de classes plus défavorisées à l'extérieur des murs. Ces quartiers et maisons n'ont pas été fouillés et sont en partie détruits par les activités agricoles et économiques modernes. Au total, la population approximative devait être d'environ 3 000 habitants. La population s'est en partie peu à peu romanisée, bien qu'elle ait maintenue son caractère natif.
La destruction pour la deuxième fois de la cité se fait pendant les guerres civiles romaines ou lors de la guerre sertorienne. En 76-75 av. J.-C., les troupes de Pompée mirent le siège devant la cité, car elle soutenait le romain Sertorius.[réf. nécessaire] Pour pouvoir entrer dans l'enceinte fortifiée, ils construisirent une rampe (agger) avec les matériaux des maisons des quartiers extérieurs à la muraille et du mortier (caementicium). La rampe leur permit de traverser le fossé et les murailles, les Romains réussirent à entrer dans la cité et détruisirent tout sur leurs passages. La cité ne fut pas reconstruite.
Le nom antique de la cité n'est pas connu bien que certains chercheurs aient proposé le nom de Sedeisken, la capitale des Sedetani, et d'autres d'après certaines monnaies retrouvées pensent qu'elle se nommait Belikiom. Récemment, la deuxième possibilité a été écartée grâce à l'existence connue de la cité de Sedeisken, qui est connue par inscriptions sur des monnaies. De plus, des marques de potier sur des céramiques ont été retrouvées, mais aucun texte d'importance n'a encore été trouvé.

## L'étude archéologique

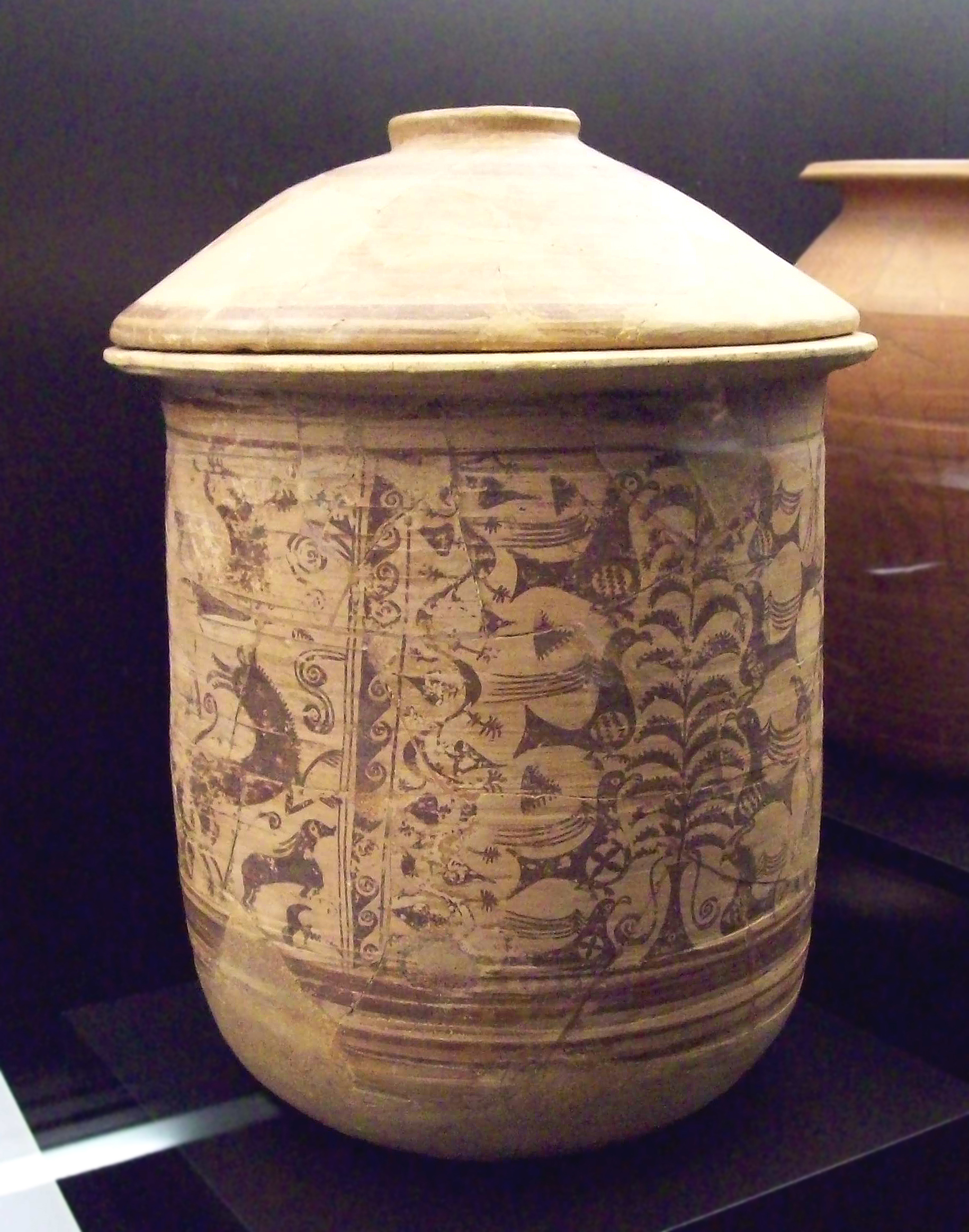
Cálato ibère du trouvé à Cabezo de Alcalá (M.A.N., Madrid).

Le site a été découvert en 1885 par Pablo Gil y Gil, qui a trouvé une grande quantité de céramique peinte sur une colline. Il a correctement attribué la céramique aux Ibères et a reconnu l'influence hellénique sur la peinture. Pierre Paris a acheté plus tard certaines de ces céramiques pour le musée du Louvre, avec ce que le site bénéficie d'une reconnaissance mondiale.
Dès 1919, Juan Cabré Aguiló fouilla scientifiquement Cabezo de Alcalá et il le fera, avec une interruption durant la guerre civile, jusqu'en 1944. Il a publié de nombreuses conclusions dans quelques œuvres, parmi lesquelles La cerámica de Azaila s'est fait remarquer.
À partir de 1960, Antonio Beltrán Martínez et Miguel Beltrán Lloris continueront les fouilles. Les études des deux archéologues ont permis d'obtenir les connaissances actuelles sur le site.

## Le site
L'entrée dans l'acropole se fait à travers un petit pont qui traverse le fossé de la deuxième muraille. Aujourd'hui, l'ensemble est en ciment, mais à l'époque, il était en pierres avec une partie centrale en bois, qui était démontable en cas d'une attaque.

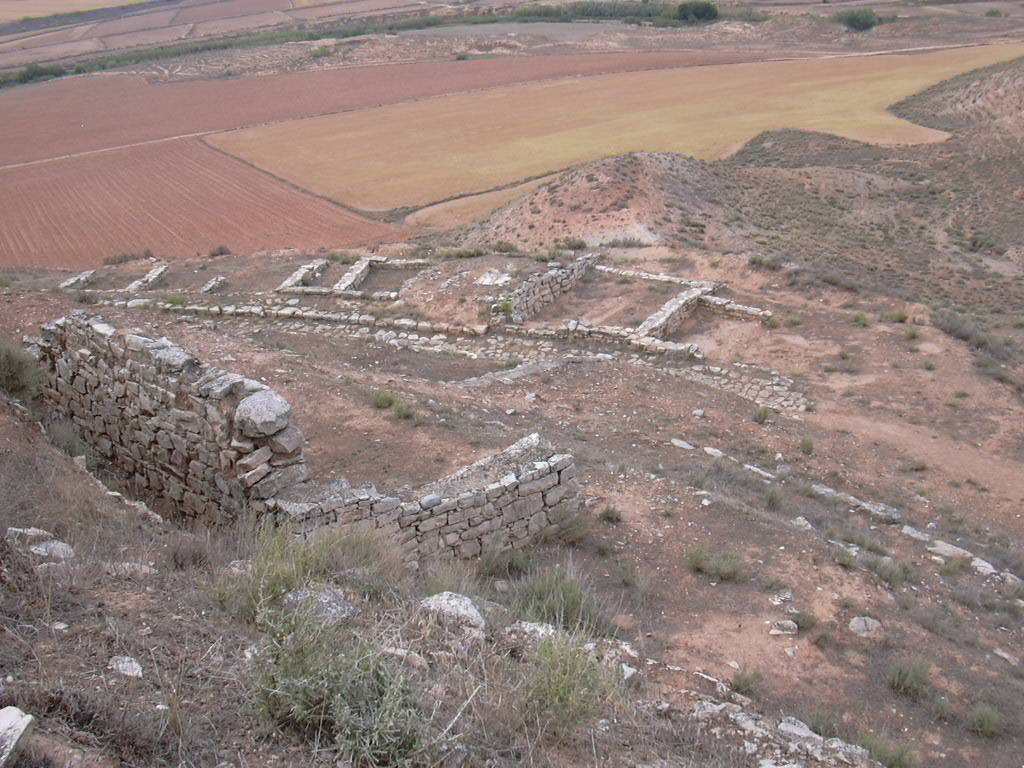
Quartier commercial à l'extérieur des murailles, avec des rues en pierre au centre.

Un chemin monte jusqu'à une citerne souterraine de 660 000 litres de capacité et enterrée à 10 mètres de profondeur, et qui débouchent sous les rues empruntés par la population. Cette citerne reprenait ainsi l'eau de la pluie et elle possédait des murs de pierre qui ont été plâtrés pour le rendre imperméable. L'eau de la citerne était seulement utilisée en cas de sécheresse ou de siège, bien que plus tard des hypothèses ont émis sur l'emploie de l'eau pour les thermes. L'eau utilisée pour l'usage quotidien était prise dans la rivière Aguasvivas, à quelques centaines de mètres des lieux habités.
La ville est allongée et s'étendait le long du sommet du promontoire. Une rue centrale, sur laquelle les autres débouchées, parcouraient le sommet d'un promontoire d'une extrémité à l'autre. Les rues sont de style romain : pavées avec des trottoirs sur les côtés. Dans la plus partie la plus haute de la cité, à chacune des extrémités, des restes de deux tours de garde sont visibles et elles sont supposés reposer sur une superstructure en bois. Derrière les tours, se trouvait un édifice relativement grand qui devait servir de caserne. Cette zone devait être la plus fortifiée de la ville.
Le quartier commercial se trouvait au-delà de la première enceinte murale. Les magasins sont distribués le long d'une rue pavée à droite et à gauche. Le moulin ne se trouvait pas en revanche dans le quartier commercial, mais dans l'acropole, à côté du bâtiment que l'on nomme la boulangerie. Des pierres du moulin peuvent toujours être observées aujourd'hui.

### Le temple

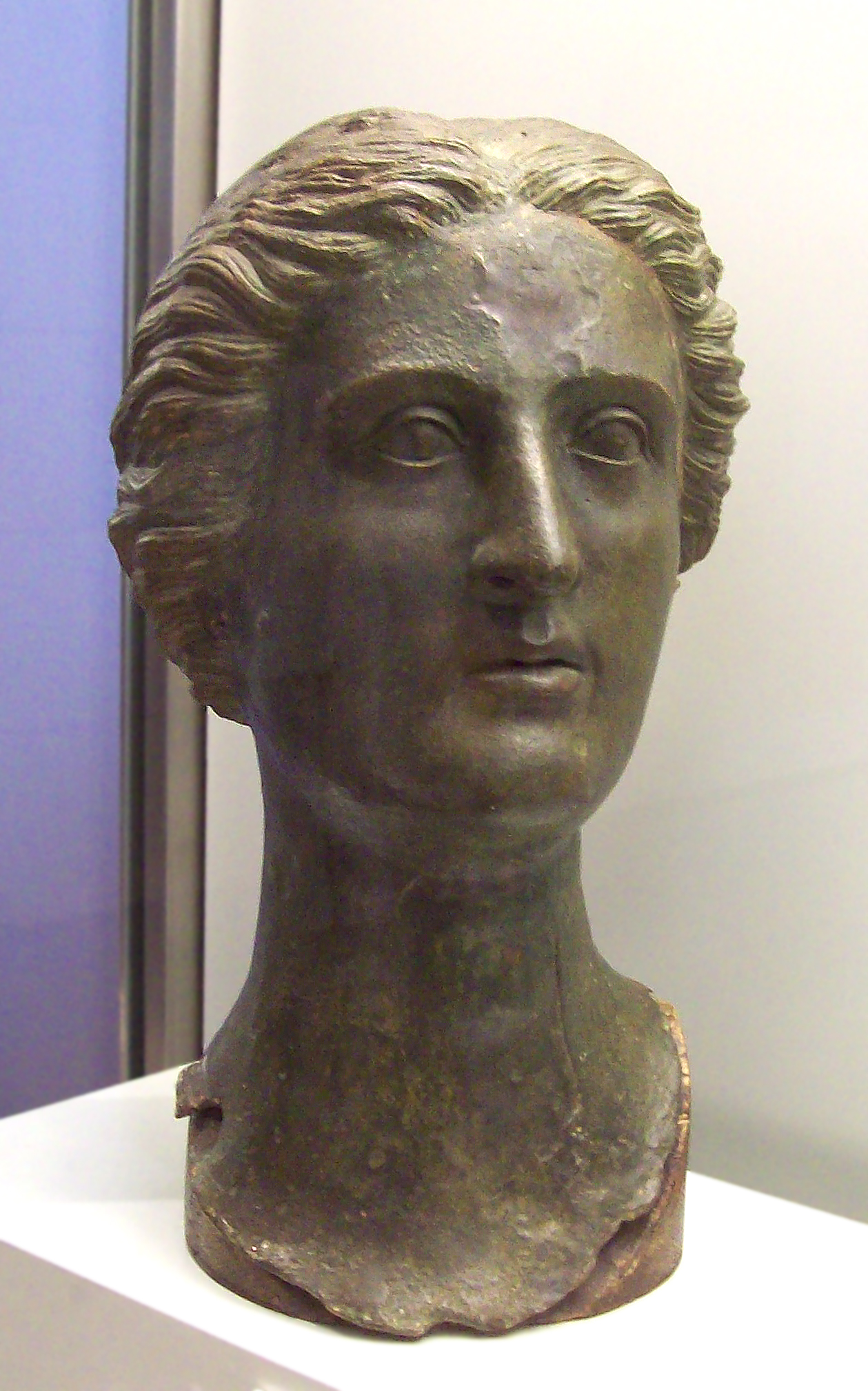
Tête féminine romaine (M.A.N., Madrid)
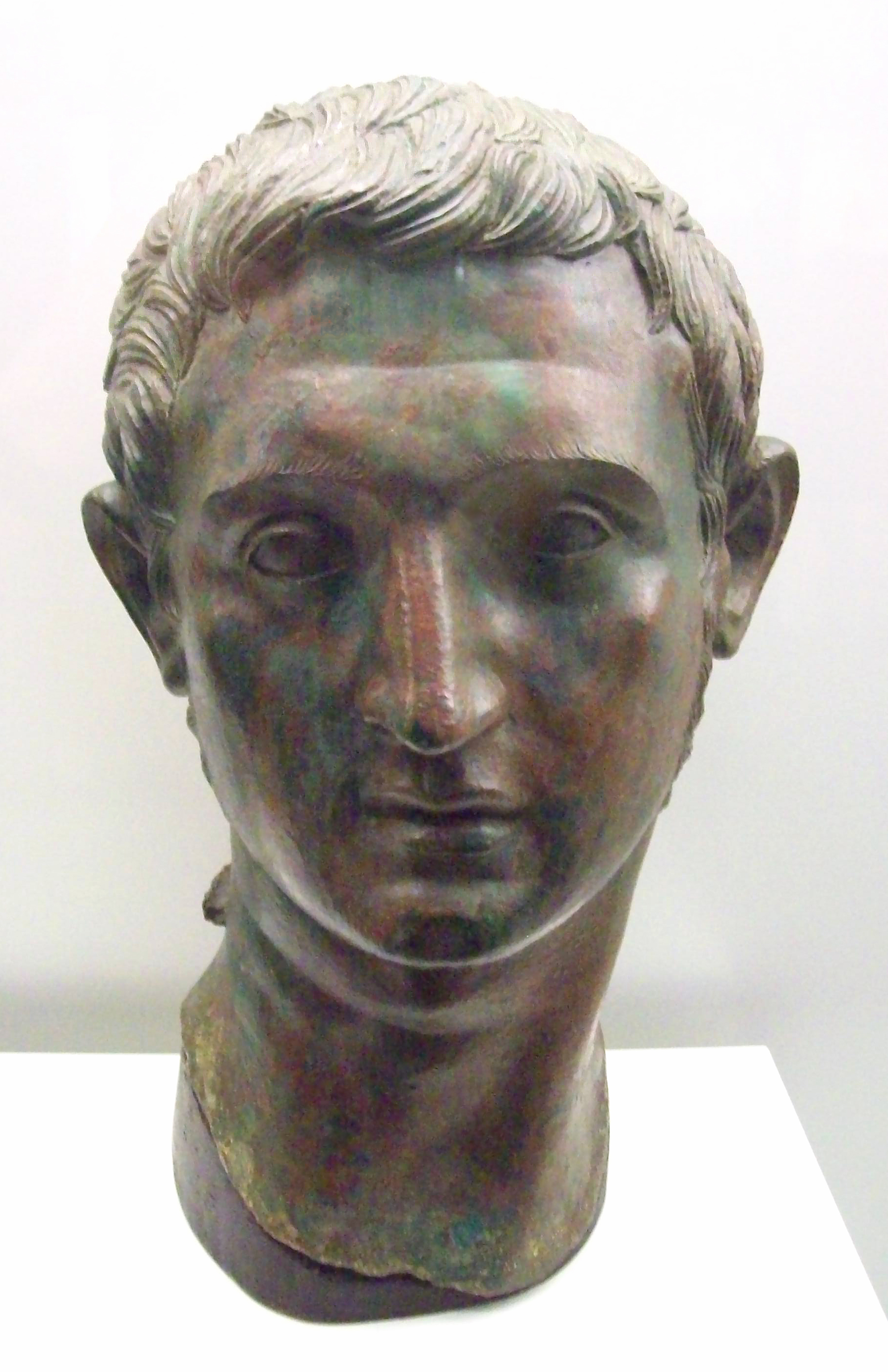
Tête masculine romaine (M.A.N., Madrid)

Le temple se trouve au croisement de la rue d'entrée avec la rue principale. C'est une petite enceinte divisée par une estrade mobile dans laquelle quatre creux se trouvent. Les creux correspondent peut être aux lieux où étaient ancrés quelques statues en bronze. De l'ensemble, une tête féminine et une autre masculine ont été conservées, et elles se trouvent actuellement au Musée archéologique national de Madrid (des copies existent au Centre d'Interprétation d'Azaila). Les données sur les traces dans la roche indiquent que les statues formaient un ensemble sculptural dans lequel un jeune noble local, héros et à la recherche d'une imitation de Pompée le Grand, chevauchant un cheval tandis qu'il est couronné par une figure féminine, probablement, la déesse romaine Victoire (Niké) ou un équivalent local, qui se trouvait suspendu dans l'air (puisque les marques correspondantes manquent à la dite statue).
Le sol était décoré avec des opus signinum et les murs avec des fresques qui imitent des pierres de taille de pierre, ensemble sans doute réalisé à ce qu'il semble par des artistes italiques.
Durant la guerre civile espagnole, le temple est converti en refuge anti-aérien ce qui a apporté de grands dommages et la perte de la plupart des peintures qui étaient conservées.

### Les thermes

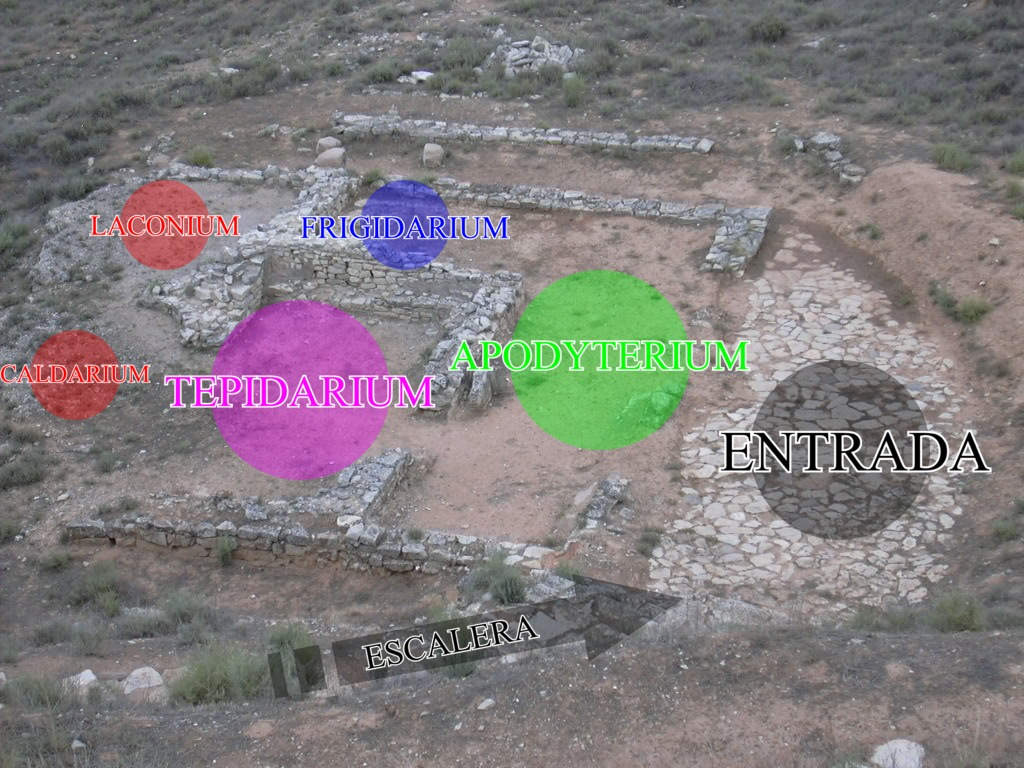
Thermes vus depuis l'acropole.

Les thermes datent entre le IIe et le Ier siècle av. J.-C. et sont les plus anciens qui ont été découverts à la Péninsule Ibérique. Ils se trouvaient à l'extérieur de la cité et communiquaient avec la cité grâce à des escaliers. On entrait par les vestiaires et à la droite se trouvait le frigidarium. Le tepidarium se trouvait derrière les vestiaires et derrière deux bâtiments qui contenait le caldarium et les bains de vapeur. Il devait certainement existé un gymnase à côté du tepidarium.
Les « chaudières » se trouvaient sur le côté du frigidarium, éloignées de l'acropole.
L'eau devait provenir de la citerne à travers un réseau de canalisations qui a aujourd'hui disparu.

### Les maisons
Les maisons ibères normales étaient d'environ 40 m². Elles étaient habituellement composées de trois pièces, mais elles pouvaient en avoir jusqu'à quatre chez des familles riches. À côté de l'entrée, la première pièce était la cuisine. Elle se trouvait près de la porte pour faciliter l'aération, car malgré les petites fenêtres et la cheminée, l'aération était déficiente. Après la porte d'entrée se trouvait la salle principale qui servait pour la vie quotidienne. Au fond se trouvait la chambre à coucher, dans le cas des familles riches, il pouvait y avoir deux chambres.
La romanisation de la cité a apporté les modes impériales également dans la construction. Les habitants les plus riches ont construit des maisons avec une cour centrale et les dépendances autour de celle-ci: une cuisine, des chambres à coucher, une salle à manger et un tablinum.
La maison du chef local est beaucoup plus grande que les autres, environ 300 m². Elle est construite dans un style romain, plus "moderne", avec une cour centrale autour de laquelle les pièces sont distribuées.

### La tombe ibère

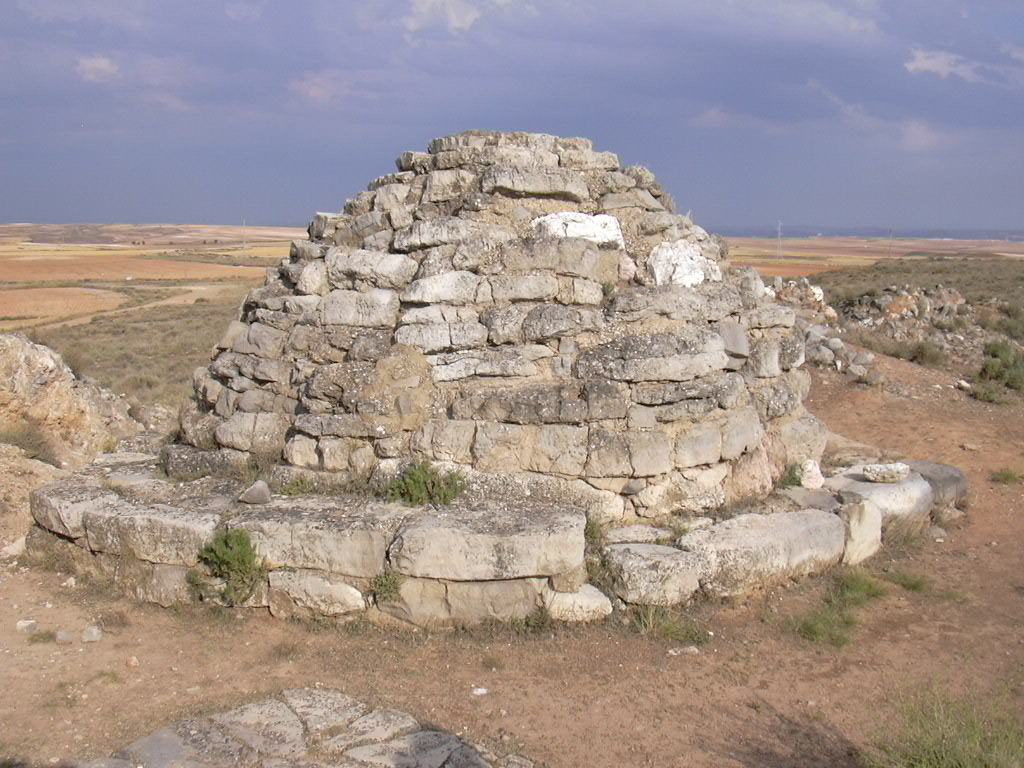
Tombe ibère.

Entre les restes de la rampe réalisée par les troupes de Pompée, une tombe ibère a été trouvée, il s'agit de l'unique conservée. C'est une coupole de pierres sur un socle carré situé au bord d'un chemin pavé à la sortie de la ville.

## Annexe